# پولیس ویژه مواد مخدر افغانستان
پولیس ویژه مواد مخدر افغانستان یا قطعه ۳۳۳ با کوته‌نوشت (ASNF) واحد نظامی نیروی ویژه پولیس افغانستان در مبارزه با قاچاق موادمخدر است که تمام مناطق افغانستان، به ویژه سرحدات را زیر پوشش خود دارد. این پولیس در پایان سال ۲۰۰۳ با آموزش و کمک مستشاران انگلیسی تأسیس شد. پولیس ویژه مواد مخدر افغانستان برای آگاهی‌سازی از جلوگیری قاچاق مواد، مأموریت‌های ترک اعتیاد به موادمخدر را در مناطق دور افتاده افغانستان انجام می‌دهد و دارای چندین آزمایشگاه موادمخدر می‌باشد. این پولیس توسط ارتش ایالات متحده پشتیبانی اطلاعاتی و هوایی می‌شود.
پولیس ویژه مواد مخدر افغانستان تحت کنترل اداری وزارت امور داخله افغانستان است و دستور انجام کلیه عملیات‌های آن توسط رئیس‌جمهور و وزیر امور داخله باید تأیید شود. این پولیس به‌طور منظم با اداره مبارزه با مواد مخدر ایالات متحده در ارتباط است و تاکنون صدها تن موادمخدر غیرقانونی را ضبط کرده‌است.